# Grzegorz Strumyk
Grzegorz Strumyk (ur. 28 lutego 1958 w Łodzi) – polski poeta, powieściopisarz, autor opowiadań, bloger.

## Życiorys
Ukończył naukę w Państwowym Liceum Sztuk Plastycznych w Łodzi (1974–1979), po którym zajął się zawodowo fotografią i malarstwem. Od 1990 pracuje jako plastyk i grafik w Miejskiej Bibliotece Publicznej Łódź-Polesie. Debiutował tomikiem opowiadań pt. Zagłada fasoli (1992). Następnie publikował wiersze oraz utwory prozatorskie na łamach czasopism takich jak: „Twórczość” (od 1993), „Nowy Nurt” (1994–1996) „Studium” (1997–2002), „Tygiel Kultury” (od 1997) i „Elewator” (od 2013) oraz „Fraza” (1996–2024), w której miał stałą rubrykę Strumykowe pisanie, a w 2006 Łatanina. Na łamach strony Wydawnictwa Forma prowadził blog „Dyżurka Grzegorza Strumyka”.

### Życie prywatne
Mieszka w Łodzi. Ma córkę Lenę Rutę (ur. 2005).

## Publikacje

### Poezja
- Bezspojrzenie, Oficyna Wydawnicza „Varia”, Łódź 1994.
- Le Rutki, Kwadratura, Łódź 2009.
- Re _ le Rutki, Forma, Szczecin-Bezrzecze 2010[2].

### Proza
- Zagłada fasoli (opowiadania), Stowarzyszenie Literackie im. K.K. Baczyńskiego, Łódź 1992.
- Podobrazie, Marrow, Łódź 1997.
- Kino-lino, Państwowy Instytut Wydawniczy, Warszawa 1995.
- Łzy, W.A.B., Warszawa 2000.
- Pigment, Ruta, Wałbrzych 2002.
- Patrzeć i patrzeć (opowiadania), Zielona Sowa, Kraków 2002.
- Nierozpoznani, Forma, Szczecin 2008.
- Kra, Forma, Szczecin, 2016[2].
- Wyjście. Szczecin, Bezrzecze: Wydawnictwo Forma 2021[1].
- Próba, Państwowy Instytut Wydawniczy, Warszawa 2024.

## Wyróżnienia
Wyróżnienie za powieść "Łzy" w konkursie Fundacji Kultury "Promocja Literatury Polskiej" 1999 
Nominacja do nagrody Paszport „Polityki” za powieść „Łzy” (2000),
- Nominacja do nagrody Paszport „Polityki” za powieść „Pigment” (2003)[4].